# 西興除村
西興除村（にしこうじょそん）は、岡山県児島郡にあった村。現在の岡山市南区の一部にあたる。

## 地理
児島湖の西方、倉敷川の下流域に位置していた。

## 歴史
- 1889年（明治22年）6月1日、町村制の施行により、児島郡西疇村、曽根村が合併して村制施行し、西興除村が発足[2][1]。旧村名を継承した西疇、曽根の2大字を編成[1]。
- 1903年（明治36年）西興除村漁業組合設立[1]。
- 1905年（明治38年）4月1日、児島郡東興除村と合併し興除村を新設して廃止された[2][1]。合併後、興除村大字西疇・曽根となる[1]。

### 地名の由来
興除は、岡山藩儒・小原大之介梅坡が『管子』から引用した「興利除害」に由来。

## 産業
- 漁業[1]
  - 1891年時点[4]では、西疇で11戸11人、曽根で39戸39人が漁業者であった[5]。
- 1889年（明治22年）児島養貝合資会社が大字曽根字丙川に設立され、灰貝養殖を計画したが、2年後、児島郡玉井村八浜に移転した[1]。